# Lee Nguyen
Lee Nguyen (vietnamesisch Lee Nguyễn; * 7. Oktober 1986 in Richardson, Texas) ist ein US-amerikanischer ehemaliger Fußballspieler. Er ist US-amerikanischer und vietnamesischer Staatsbürger.

## Karriere

### Jugend
Nguyen wuchs in Dallas auf und spielte für den Dallas Texans Soccer Club, einen der Elite-Jugendfußballklubs des Landes. Während dieser Zeit wurde er u. a. von dem ehemaligen iranischen Nationalspieler Hassan Nazari, der auch Gründer der Texans ist, trainiert. Mit der Mannschaft konnte er einige Turniere gewinnen, so z. B. den Dallas Cup.
Nguyen spielte für mehrere Jugendnationalmannschaften der USA. Er war der einzige High-School-Spieler, der für die Junioren-Fußballweltmeisterschaft im Jahr 2005 nominiert wurde. In dieser Zeit spielte er für die Mannschaft der Indiana University.

### PSV Eindhoven
Nach mehreren Angeboten aus dem Ausland unterschrieb er im Januar 2006 einen Vertrag bei der PSV Eindhoven, deren Trainer Guus Hiddink er bei der Junioren-Weltmeisterschaft aufgefallen war. Er machte sein Debüt in der Ehrendivision am 11. Februar 2006. In diesem Spiel trug er auf seinen Trikot den Namen „LEE“ (und nicht Nguyen), weil es vor wenigen Jahren schon einmal einen „LEE“ gegeben hat, nämlich Lee Young Pyo aus Südkorea. Mit „LEE“ können sich die Fans der PSV deshalb besser identifizieren. Das ist auch der Grund warum sie auch anfingen seinen Namen zu rufen als er den Ball im Spiel berührte.

### Randers FC
Am 31. Januar unterschrieb Lee einen Vertrag beim dänischen Erstligisten Randers FC bis zum Jahre 2009. Dort kam er nur selten zum Einsatz.

### Vietnam
Am 17. Januar 2009 unterschrieb Lee Nguyen einen mit 10.000 US-Dollar pro Monat dotierten Drei-Jahres-Vertrag beim vietnamesischen Erstligisten Hoàng Anh Gia Lai. Gleich in seinem ersten Spiel, einem Pokalspiel, erzielte er einen Hattrick.
Aufgrund einer Kooperation zwischen HAGL und Arsenal London trainierte er den Sommer 2009 über mit den Engländern zusammen.
Zur Saison 2010/11 wechselte er innerhalb der vietnamesischen V-League zu Becamex Bình Dương. Vorher war eine Verpflichtung vom FC Dallas gescheitert. Am 29. Juni 2011 wurde der Vertrag zwischen Nguyen und Becamex Bình Dương in beiderseitigem Einverständnis aufgelöst. Er war seitdem vereinslos.

### Major League Soccer
Am 7. Dezember 2011 wurde bekannt, dass Nguyen einen Vertrag mit der Major League Soccer abgeschlossen hat. Die Liga startete eine Lotterie, um zu bestimmen für welches Team er auflaufen sollte. Die Vancouver Whitecaps erhielten am 15. Dezember 2011 den Zuschlag. Die Whitecaps sortierten ihn jedoch bereits vor Beginn der Saison 2012 wieder aus, sodass New England Revolution ihn schließlich verpflichtete.
Im Mai 2018 wechselte Nguyen innerhalb der MLS zum Los Angeles FC.
Zur Saison 2020 wechselte Nguyen zum neuen MLS-Franchise Inter Miami.

## Nationalmannschaft
Sein Debüt für die US-amerikanische Fußballnationalmannschaft machte Nguyen am 2. Juni 2007 in einem Freundschaftsspiel gegen China. Er wurde in der 80. Minute eingewechselt. Sein erstes großes Turnier war die Copa América 2007 in Venezuela, wo er zwei Spiele spielte.
Sieben Jahre später absolvierte er im November 2014 sein viertes Länderspiel für die USA.

## Erfolge

### Als Spieler
- MLS Best XI: 2014
- Gatorade High School Soccer Player of the Year: 2005

### Mannschaft
PSV Eindhoven
- Eredivisie (2): 2006–07, 2007–08
- Johan Cruijff Schaal: 2008

New England Revolution
- MLS Fair Play Award: 2012
- MLS Eastern Conference
  - Sieger (Play-off): 2014